# Handel and Haydn Society
La Handel and Haydn Society est un chœur américain et un orchestre d'instruments d'époque basé à Boston au Massachusetts.
L'organisation a été fondé en 1815 et est connu sous le nom de « H + H ». Il s'agit de l'organisation des arts de la scène la plus ancienne aux États-Unis.

## Histoire
La Handel and Haydn Society a été fondée en tant que société d'oratorio à Boston le 24 mars 1815 par un groupe de marchands et de musiciens de la ville. Les fondateurs sont Gottlieb Graupner, Thomas Smith Webb, Amasa Winchester et Matthew S. Parker, dans le but d'interpréter et de diffuser les œuvres de Georg Friedrich Haendel et de Joseph Haydn ainsi que d'autres musiciens,. La société fait ses débuts le jour de Noël 1815, à King's Chapel (alors Stone Chapel), avec un chœur de 90 hommes et 10 femmes. Les premiers membres du chœur sont des commerçants de la classe moyenne tirés des chœurs des églises locales. Seuls les hommes peuvent être membres, tandis qu'un nombre beaucoup plus restreint de femmes sont invitées à participer. Au cours de ses premières décennies, la société engage des musiciens et utilise aussi des amateurs non rémunérés pour compléter l'orchestre.
Jonas Chickering (en), au début de sa carrière de facteur de pianos, rejoint la société en 1818 à l'âge de 20 ans et en deviendra plus tard le président. La société est aussi le premier instigateur du compositeur Lowell Mason (en), en publiant sa première collection d'hymnes en 1822 et en l'élisant plus tard comme président du groupe. Les bénéfices des ventes de ce recueil de cantiques et d'une deuxième collection de musique sacrée ont subventionné la société pendant plusieurs décennies.
La Handel and Haydn Society a donné un certain nombre de premières américaines notables, dont le Messie de Haendel en 1818, et La Création de Haydn en 1819,. La société a également parrainé la première publication américaine d'une édition du Messie en 1816. Elle a présenté les premières américaines des arrangements musicaux par beaucoup de compositeurs baroques et classiques, en incluant Mozart et Bach.
Vers 1823, plusieurs membres de la société ont chargé Beethoven de composer un oratorio, apparemment avec un texte anglais, qu'il n'a jamais terminé.
Dès ses premières années, Haendel and Haydn a participé à des festivals de musique et à des célébrations civiques pour commémorer des événements historiques importants. Pour la visite du président James Monroe en 1817, l'orchestre H+H interprète une marche composée pour l'occasion par leur violon solo, suivie de près de deux douzaines d'arias et de chœurs. En 1826, H+H rejoint les services dans Faneuil Hall marquant les morts de Président John Quincy Adams et Thomas Jefferson. En 1830, elle prend part au 200e anniversaire de la fondation de Boston, et donne un concert en 1833 pour aider à collecter des fonds pour l'achèvement du Monument de Bunker Hill. Le président John Tyler assiste à un concert de 1843, et la société commémore la mort de Daniel Webster en 1852. Cette même année, elle participe à l'ouverture du Boston Music Hall (en), qui devient plus tard la première demeure de l'Orchestre symphonique de Boston. L'année suivante, elle présente la première à Boston de la Neuvième Symphonie de Beethoven. Son chœur de 600 membres prend part au service commémoratif de Boston pour Abraham Lincoln, chantant Mourn, ye affliged people du Judas Maccabée de Haendel et Cast thy fardeau on the Lord du Elias de Mendelssohn. Elle marque le centenaire de la naissance de Beethoven en interprétant des sélections de sa Neuvième Symphonie en 1870. Lorsque Boston rend hommage à l'amiral George Dewey à son retour de la guerre hispano-américaine en 1899, 280 chanteurs H+H saluent son arrivée à City Hall avec See the Conquering Hero Comes du Judas Maccabée. La société joue aussi pour le grand-duc Alexis de Russie et la reine Elizabeth II. De plus, elle organise des concerts-bénéfice pour l'armée de l'Union, les victimes de l'incendie de Chicago en 1871, et les réfugiés juifs russes déplacés par l'incendie de 1882 à cause des lois de mai.
La société a parfois favorisé un compositeur dont la réputation moderne n'a pas égalé sa popularité au XIXe siècle. Dans les années 1830, elle présente 55 fois David, un oratorio de l'élève de Haydn Sigismund von Neukomm. Dans les années 1850, H+H compte des centaines de membres, mais moins de la moitié participent, car la société présente des représentations répétées d'un petit nombre d'oratorios classiques qui ne varient que par un échantillonnage d'hymnes d'église. Moïse en Égypte de Rossini est joué 25 fois au cours de deux saisons au milieu des années 1840. En 1852, la société améliore la qualité de son soutien orchestral en engageant la Germania Musical Society (en), un groupe de musiciens immigrés européens avec leur propre chef d'orchestre, un groupe bien mieux formé que les musiciens embauchés jusqu'alors qui avaient trouvé les œuvres de Mendelssohn très difficiles.
La société s'est jointe aux célébrations marquant la date d'entrée en vigueur de la proclamation d'émancipation le 1er janvier 1863. Elle marque son jubilé d'or en mai 1865 avec un festival de cinq jours de neuf concerts employant un chœur de 700 membres. Cinq autres festivals de ce type utilisant des forces plus modestes ont suivi à des intervalles de trois ans,. Des années de préparation ont conduit à la première représentation H+H presque complète de la Passion selon Saint Matthieu de Bach le 8 mai 1874.
Un membre remarquable du chœur de la société au milieu du XIXe siècle est Julia Ward Howe, compositrice de The Battle Hymn of the Republic.
La société joue le Messie de Haendel chaque année depuis 1854. Elle donne les premières représentations américaines du Requiem de Verdi en 1878, quatre ans seulement après sa première mondiale, et du Josué de Haendel le dimanche de Pâques 1876. Les premières œuvres de compositeurs américains sont apparus dans les programmes de la société en 1874 : St. Peter de John Knowles Paine et le Quarante-sixième Psaume de Dudley Buck. En 1892, la société présente la première de la messe en mi bémol (Mass in E-flat (Beach) (en)) d'Amy Beach, une œuvre de jeunesse de la première compositrice américaine de renom. Les critiques condamnent l'interprétation H+H du Te Deum de Berlioz en 1888 comme l'œuvre « d'une manivelle musicale ».
Alors que la société considère des œuvres en dehors de la tradition religieuse traditionnelle de l'oratorio, comme Samson et Dalila de Camille Saint-Saëns, elle interroge les chefs religieux locaux pour déterminer s'ils s'opposeraient à de telles représentations le dimanche soir. Certains ne se sont pas opposés à la musique ou au sujet, mais à la conduite d'une entreprise commerciale le jour du sabbat. Dans quelques cas, la musique est modifiée pour les représentations du dimanche, comme lorsque la chanson à boire est supprimée de La Création de Haydn.
La société participe à certains des concerts et festivals de masse qui suivent la fin de la guerre civile américaine, d'abord à contrecœur. Invité à participer au National Peace Jubilee (en) de Boston qui rassemble plus de 10 000 voix, H+H est, selon l'organisateur de l'événement, « le tout premier invité, pourtant ils étaient parmi les tout derniers - la cent deuxième société - à accepter. » En 1870, la société s'est jointe à une célébration à New York, avec des membres de l'orchestre et 546 membres du chœur prenant des bateaux de nuit pour interpréter des extraits d' Elias. Quand H+H voyage pour interpréter l' Élias complet et d'autres œuvres à New York et à Brooklyn en 1873, un train spécial transporte les interprètes, dont environ 400 chanteurs,.
Pour marquer l'arrivée du XXe siècle, 200 membres du chœur H+H participent à une cérémonie de minuit à la Massachusetts State House le 31 décembre 1899, menant le chant de Old One Hundredth (en) et America. La société s'est produite pour la première fois au Symphony Hall de Boston le 21 octobre 1900. Au cours du nouveau siècle, alors que les goûts musicaux changent et que d'autres groupes professionnels se disputent le même public, H+H réduit ses performances à quatre représentations chaque année et évite des choix de répertoire innovants. De temps à autre, un concert prend des allures de concert pop, avec des solos vocaux sentimentaux dont celui d'Arthur Sullivan The Lost Chord, alors même que le président de la société déplore la façon dont le public est distrait des concerts.
La société connait des difficultés lors de la crise financière des années 1930, expérimentant sans succès des soirées d'extraits wagnériens. Une meilleure stratégie fait en sorte que les concerts soient parrainés par des organisations caritatives locales, telles que la Ligue des femmes catholiques, l'Université de Boston et l'hôpital Faulkner , qui ont toutes souscrit à la vente de billets. La Seconde Guerre mondiale crée des problèmes de personnel et le nombre de choristes tombe à 206 membres actifs, son point le plus bas en cent ans. Pourtant, la société planifie de manière ambitieuse sa première représentation de Un requiem allemand de Johannes Brahms pour le 29 avril 1945 et l'a dédie au président Roosevelt décédé le 12 avril. Elle sort son premier enregistrement commercial, Le Messie de Haendel, en 1955, et fait ses débuts à la télévision en 1961. En décembre 1963, elle présente la première représentation télévisée au monde du Messie.
H+H a célébré son 150e anniversaire en mars 1965 avec la première de La Passion selon saint Luc de Randall Thompson, commandée pour l'occasion,.
Vers le milieu du XXe siècle, la Handel and Haydn Society commence à adopter les pratiques du mouvement de la performance historiquement informée, luttant pour l'authenticité vocale et instrumentale. Cela vient en réponse à une critique dans le Boston Globe de Michael Steinberg, qui déplore l'incapacité du groupe à démontrer une quelconque prise de conscience de la révolution de la pratique de la performance déjà en cours dans les grands centres de musique.
En 1967, Thomas Dunn, un expert de la pratique de l'interprétation baroque, devient le directeur artistique de la société et transforme son grand chœur amateur en un ensemble musical professionnel plus petit,. En 1963, le magazine Time a qualifié Dunn de « héros des baroqueniks ». Sous Dunn en 1977, H+H réalise le premier enregistrement de l'édition 1963 d'Alfred Mann du Messie, le seul enregistrement à l'époque où les solistes se sont joints au chant des chœurs, suivant la pratique de l'époque de Haendel. Dunn a néanmoins interprété un vaste répertoire qui s'est étendu à Stravinsky et aux compositeurs contemporains. Au moment où il prend sa retraite, H&H est une sorte d'anomalie, un ensemble qui adopte des pratiques d'interprétation historiques pour la musique plus ancienne mais joue exclusivement des instruments modernes.
Christopher Hogwood succède à Dunn en 1986 et, sous sa direction, l'orchestre de la société commence à utiliser des instruments d'époque dans ses performances. La société est depuis restée attachée à une pratique de la performance historiquement informée.

## Histoire contemporaine
Avec Hogwood, la société fait sa première apparition en dehors des États-Unis au Festival d'Édimbourg de 1996. H+H a également présenté un certain nombre de programmes qui liaient la tradition baroque de l'improvisation à celle d'artistes de jazz contemporains tels que Chick Corea et Gary Burton.
Grant Llewellyn est directeur musical de 2001 à 2006 et occupe le titre de chef d'orchestre principal pendant trois saisons jusqu'en 2009. Au cours de son mandat, la société produit plusieurs enregistrements commerciaux, dont Peace and All is Bright, et reçoit son premier Grammy Award pour une collaboration avec l'ensemble choral de San Francisco Chanticleer pour l'enregistrement en 2003 des Lamentations and Praises de John Tavener.
La société a également conclu un partenariat pluriannuel avec le réalisateur chinois Chen Shi-Zheng à partir de 2003, qui a abouti à des productions entièrement mises en scène des Vêpres de Monteverdi (en 2003) et Orfeo (en 2006) que Chen considérait comme le début d'un cycle des opéras survivants de Monteverdi et de ses Vêpres. L' Orfeo de 2006 est coproduit par l'English National Opera. Chen a également dirigé une production de Dido and Æneas de Henry Purcell en 2005 pour Haendel and Haydn. En juillet 2007, l'ensemble fait ses débuts aux London Proms sous la direction de Roger Norrington.
Harry Christophers dirige pour la première fois la Haendel and Haydn en septembre 2006 au Palais d'Esterházy au Festival Haydn à Eisenstadt, en Autriche, la première apparition de la société sur le continent européen. Il retourne dans la société pour d'autres apparitions en tant qu'invité en décembre 2007 et janvier 2008. En septembre 2008, la société annonce la nomination de Christophers au poste de directeur artistique, à compter de la saison 2009-2010, avec un contrat initial de trois ans. En septembre 2011, elle prolonge le contrat de Christophers de quatre ans supplémentaires, jusqu'à la saison 2015-2016,. En janvier 2019, la société annonce que Christophers doit terminer son mandat de directeur artistique à la fin de la saison 2020-2021. À la suite de la pandémie de COVID-19, Christophers a officiellement conclu son mandat de directeur artistique en mai 2022 et porte désormais le titre de chef d'orchestre lauréat avec H+H.
Depuis 2011, chaque saison de concerts présente des chefs-d'œuvre que la société a créés aux États-Unis. En février 2011, elle présente Israël en Égypte de Haendel, dont elle donne la première américaine le 13 février 1859. En mars et avril 2012, la société interprète La Passion selon saint Matthieu de Jean-Sébastien Bach. La société a donné la première américaine complète du chef-d'œuvre de Bach en 1879. Le groupe a donné plusieurs concerts en Californie au printemps 2013 et a terminé sa saison 2012-2013 avec Jephtha de Haendel, un oratorio dramatique donné pour sa première américaine par H+H en 1867.
En février 2020, Jonathan Cohen dirige pour la première fois H+H. Cohen est revenu pour des apparitions supplémentaires en avril 2022 et octobre 2022. En novembre 2022, H + H annonce la nomination de Cohen comme prochain directeur artistique, à compter de la saison 2023-2024, avec un contrat initial de 5 ans.

## Directeurs
- 1840 : George James Webb
- 1847-1849 : Charles Edward Horn
- 1851-1852 : J.E. Goodson (en)
- 1852-1854 : Carl Bergmann
- 1854-1895 : Carl Zerrahn (en)
- 1895-1897 : Benjamin Johnson Lang (en)
- 1897-1898 : Carl Zerrahn
- 1898-1899 : Reinhold Ludwig Herman[65]
- 1900-1927 : Emil Mollenhauer (en)
- 1927-1959 : Thompson Stone[66]
- 1959-1967 : Edward F. Gilday
- 1967-1986 : Thomas Dunn
- 1986-2001 : Christopher Hogwood
- 2001-2006 : Grant Llewellyn
- 2009-2022 : Harry Christophers
- depuis 2023 : Jonathan Cohen